# Elektrische stroom
Elektrische stroom is het transport van elektrische lading. In een elektrisch netwerk vindt dit transport voornamelijk plaats door de beweging van elektronen door geleiders en halfgeleiders onder invloed van een potentiaalverschil. Ook de beweging van ionen in een elektrolyt of een plasma veroorzaakt een elektrische stroom. In al deze gevallen vindt het ladingstransport plaats door de verplaatsing van ladingdragers. Daarnaast ontstaat ook een elektrische stroom als verandering van de elektrische flux, zoals tussen de platen van een condensator gedurende het laden en ontladen, zonder dat zich ladingsdragers verplaatsen. 
De sterkte van elektrische stroom wordt gemeten in ampère (A), als de hoeveelheid per tijdseenheid verplaatste lading, en wel in coulomb (C) per seconde (s): 1 A = 1 C/s. Informeel zegt men ook wel ampèrage voor de stroomsterkte, naar analogie van voltage voor de elektrische spanning.
In verdunde gassen, elektrolytische oplossingen en gesmolten elektrolyten verplaatsen positieve en negatieve ionen zich in tegengestelde richtingen; in een metalen geleider bewegen de negatief geladen elektronen zich van de negatieve, waar een elektronenoverschot is, naar de positieve pool, waar een elektronentekort is.

## Richting en sterkte
Traditioneel wordt elektrische stroom uitgedrukt als de verplaatsing van positieve lading. Toen het bekend werd dat elektrische stroom doorgaans wordt veroorzaakt door elektronen die zich in tegengestelde richting verplaatsen, heeft men het elektron per definitie een negatieve lading toegekend. De oude definitie van stroomrichting bleef daardoor van kracht. 
Elektrische stroomsterkte wordt doorgaans weergegeven met de letter {\displaystyle I}, van intensiteit, en kan worden beschreven als verplaatsing van elektrische lading per tijdseenheid. Voor een stroom met constante sterkte is:
{\displaystyle I={Q \over t}},
waarin:
- {\displaystyle I} elektrische stroomsterkte is uitgedrukt in ampère (A)
- {\displaystyle t} de beschouwde tijd uitgedrukt in seconde (s)
- {\displaystyle Q} de in de tijd {\displaystyle t} verplaatste hoeveelheid elektrische lading uitgedrukt in coulomb (C)

Als de stroomsterkte niet constant is, geldt voor de gemiddelde stroomsterkte {\displaystyle {\bar {I}}} in een tijdsinterval ter lengte {\displaystyle \Delta t}: 
{\displaystyle {\bar {I}}={\frac {\Delta Q}{\Delta t}}},
met {\displaystyle \Delta Q} de in het tijdsinterval verplaatste hoeveelheid lading. 
De momentane stroomsterkte {\displaystyle I_{t}} op het tijdstip {\displaystyle t} is dan de limiet voor {\displaystyle \Delta t\to 0}:
{\displaystyle I_{t}=\lim _{\Delta t\to 0}{\frac {\Delta Q}{\Delta t}}={\frac {\mathrm {d} Q}{\mathrm {d} t}}}
Elektrische stroom gaat in het algemeen door een stroomkring. Een uitzondering is het geval van een elektrostatische ontlading, waarbij een ladingsvereffening tussen twee geïsoleerde lichamen plaatsvindt. De elektrische stroom is daarbij wel het gevolg van een potentiaalverschil. Een elektrische stroom ondervindt weerstand. Dit is niet het geval in supergeleiders waar geen spanning benodigd is of ontstaat. De stroom die door een geleider gaat, wordt door de wet van Ohm ook gegeven als het quotiënt van het spanningsverschil {\displaystyle U} dat op de beide uiteinden van die geleider staat en de elektrische weerstand {\displaystyle R} van de geleider: {\displaystyle I={\dfrac {U}{R}}}.
Een materiaal waarin veel ongebonden of vrije elektronen voorkomen geleidt een elektrische stroom goed en heet daarom een geleider. Een isolator is daarentegen een materiaal dat een elektrische stroom slecht geleidt. Lucht is bijvoorbeeld normaal een sterke isolator, totdat het in een elektrisch veld komt, dat zo sterk is, dat de elektronen zich van hun bindende atomen los maken. Deze atomen worden daardoor ionen en dat maakt dat de lucht dan in een plasma verandert, dat juist een goede geleider is. Bliksem is daarvan het gevolg, het is de elektrostatische ontlading die gemakkelijk door dat plasma stroomt.
Er zijn elektronische onderdelen die de elektrische stroom goed in een richting geleiden, maar in de andere richting praktisch niet. Dat zijn diodes.

## Vaststelling van de lading van de stroomdragers
De verbanden {\displaystyle Q=I.t} en {\displaystyle U=I.R} zijn onverschillig ten opzichte van het teken van de ladingdragers in de geleider. Elektrische schema's blijven correct zelfs als de getekende pijl van de stroomrichting tegengesteld is aan de gemiddelde microscopische beweging van de elektronen.
Het onderscheid kan wel gemeten worden door het Hall-effect: als loodrecht op de stroom door een geleider een magnetisch veld wordt aangelegd, ontstaat een elektrische spanning (Hallspanning) in de richting die loodrecht staat op zowel de geleider als het magnetisch veld. Meer bepaald wordt de driftsnelheid {\displaystyle v_{d}} van de microscopische ladingsdragers gegeven door
{\displaystyle v_{d}={\frac {U_{H}}{B.h}}}
waar {\displaystyle U_{H}} de Hallspanning is, {\displaystyle B} de magnetische fluxdichtheid en {\displaystyle h} de dikte van de geleider in de richting van het elektrische veld.
Zo kan worden aangetoond dat in de meeste vaste geleiders (bijvoorbeeld koper of andere metalen) de stroom bestaat uit negatieve ladingsdragers.

## Gelijkstroom en wisselstroom
Gelijkstroom is een elektrische stroom die in de tijd steeds dezelfde richting heeft (Engels: direct current, DC). Bij een wisselstroom (Engels: alternating current, AC) keert de stroom van ladingdragers periodiek van richting om.

## Meten van stroomsterkte

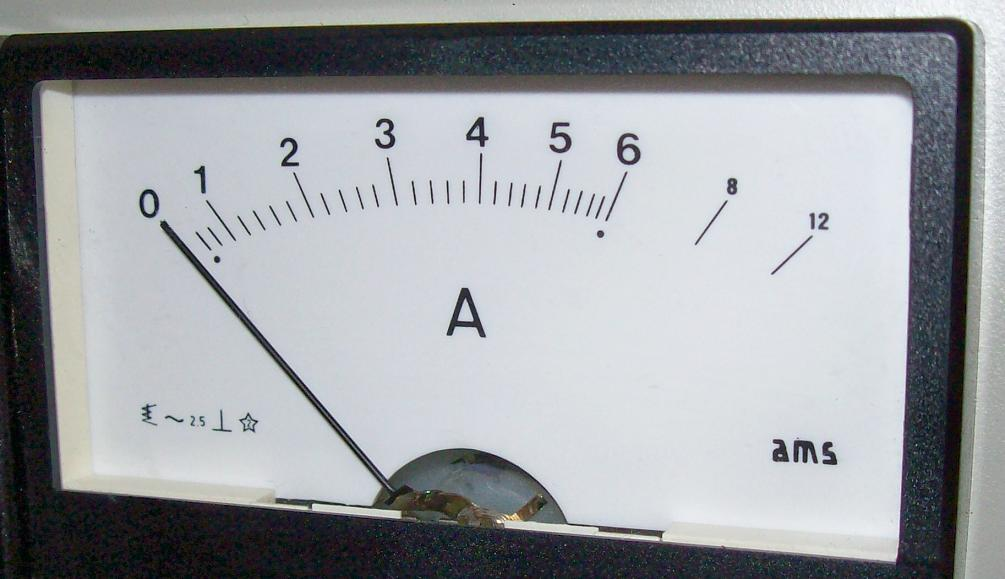
Voorbeeld van de uitlezing van een ampèremeter

Voor het meten van (de sterkte van) gelijkstroom dient een stroommeter. Deze wordt in serie met de te meten stroomkring geschakeld. Om het te meten circuit niet te veel te beïnvloeden, moet het meetinstrument een zeer lage weerstand hebben om een zo laag mogelijke spanningsval te veroorzaken.
Speciaal voor het meten van wisselstroom, zonder de stroomkring te onderbreken, is een stroomtang of ampèretang. Dit meetinstrument is uitgevoerd als een tang die om een stroomvoerende geleider wordt geklemd. In de tang wordt door het rondom de geleider ontstane magnetisch veld een stroom geïnduceerd die een maat is voor de stroom die door de omklemde geleider vloeit. In feite is een ampèretang een transformator in een speciale vorm, waarbij de te omklemmen geleider de primaire en de tang de secundaire wikkeling vormt.

## Sterkste stroom in het heelal
De sterkste elektrische stroom in het heelal, namelijk 1018 A, is gemeten in het Seyfert melkwegstelsel 3C 303 in sterrenbeeld Boötes, dat materie uitspuwt in twee straalpijpen of jets van 150.000 lichtjaar lang.

## Stroomverbruik
Met stroomverbruik wordt elektriciteitsverbruik bedoeld, dit is het verbruik van elektrische energie. Het is het product van elektrisch vermogen en tijd. Bij gelijkstroom is dit het product van elektrische spanning, stroomsterkte en tijd (voor wisselstroom is het iets ingewikkelder. Zie hiervoor: Voltampère reactief). Stroomverbruik wordt meestal uitgedrukt in kilowattuur (kWh), en gemeten met een kilowattuurmeter. Omdat de standaardeenheid van energie, de joule, overeenkomt met een watt-seconde, is 1 kWh gelijk aan 3 600 000 J.